# توني ماكمانوس (عازف قيثارة)
توني ماكمانوس (بالإنجليزية: Tony McManus)‏ هو عازف قيثارة بريطاني، ولد في 1965 في بيزلي في المملكة المتحدة.

## وصلات خارجية
- توني ماكمانوس على موقع ميوزك برينز (الإنجليزية)
- توني ماكمانوس على موقع ديسكوغز (الإنجليزية)